# Понтебба (хокейний клуб)

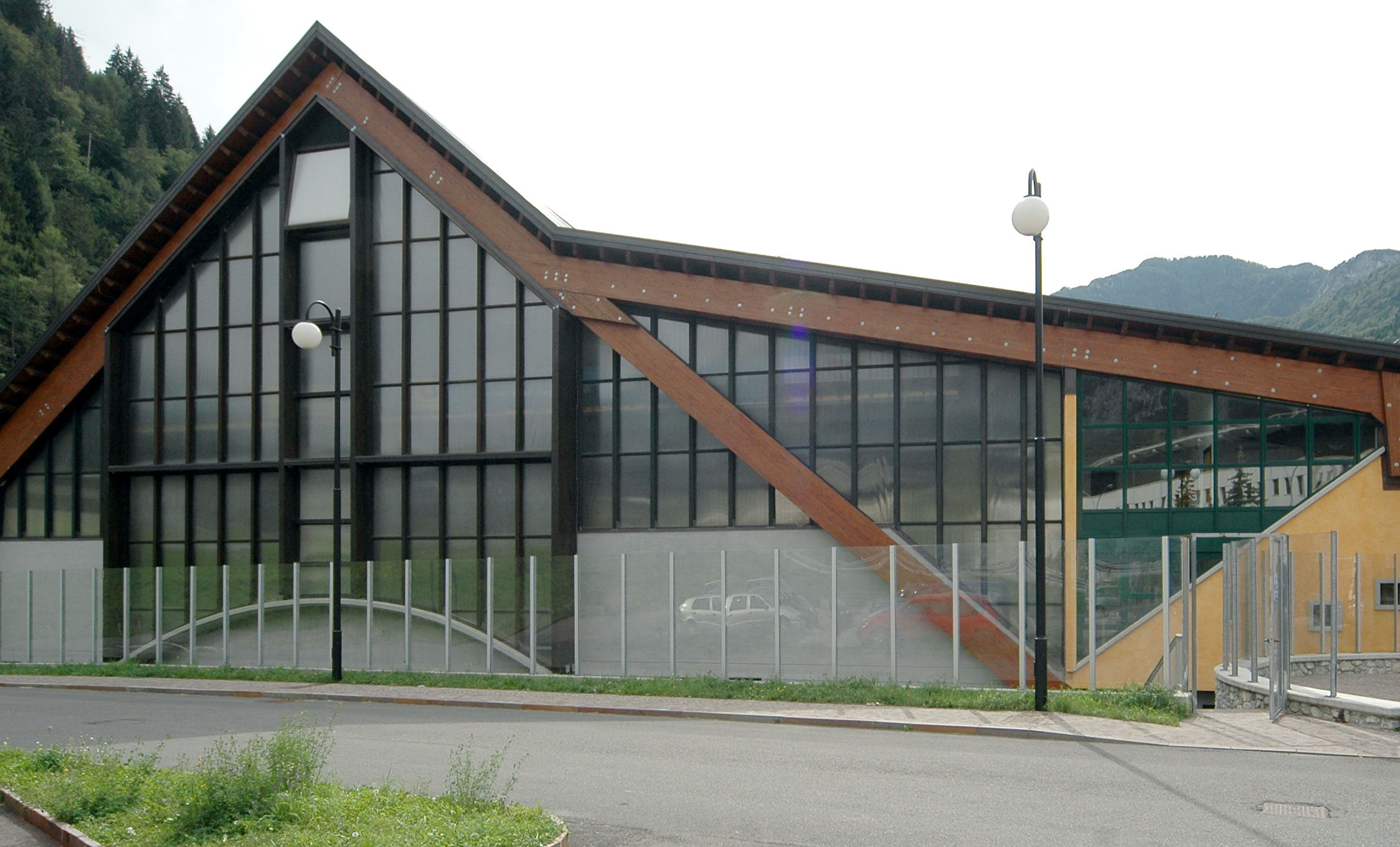
«Палагьяччо Клаудіо Вуерич» домашня арена ХК «Понтебба»

Хокейний клуб «Понтебба» (італ. Ice Hockey Aquile FVG) — хокейний клуб з м. Понтебба, Італія. Заснований у 1986 році. Виступає в Серії А. Домашні матчі проводить на «Палагьяччо Клаудіо Вуерич».
Клуб заснований 22 грудня 1986 року. У активі перемога в Кубку Італії 2008 року.
Серед відомих гравців канадець Девід Купер.